# Arthur Conley

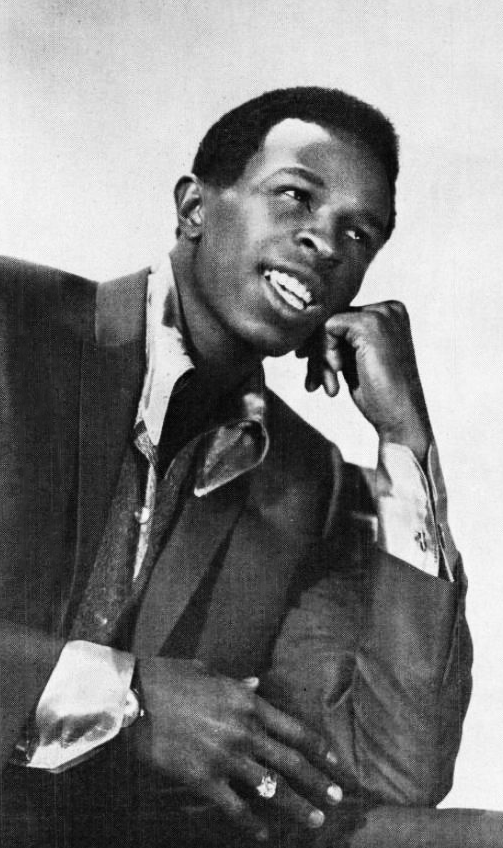
Arthur Conley (1967)

Arthur Conley (* 4. Januar 1946 in Atlanta, Georgia; † 17. November 2003 in Ruurlo, Niederlande) war ein US-amerikanischer Soulsänger.

## Leben
Conley wuchs in Atlanta auf. Seine erste Schallplattenaufnahme machte er 1959 als Sänger der Band Arthur & the Corvets. Mit dieser Formation nahm er 1963 und 1964 bei der Schallplattenfirma National Recording Company in Atlanta insgesamt drei Singles auf.
1964 wechselte er zur Schallplattenfirma Ru-Jac Records in Baltimore und veröffentlichte hier I’m a Lonely Stranger. Als Otis Redding von dieser Aufnahme hörte, machte er Conley 1967 das Angebot, eine neue Version auf Reddings eigener Plattenfirma Jotis Records herauszubringen, was insgesamt erst die zweite Platte dieser Firma sein sollte. Zusammen schrieben sie dann den ursprünglichen Sam-Cooke-Song Yeah Man in Sweet Soul Music um, der dann auf Reddings Bestreben bei Atco Records, einer Tochter von Fame Records, herauskam und bei den FAME Studios in Muscle Shoals (Alabama) aufgenommen wurde. Es wurde ein Hit, der bis auf die Nummer zwei in den U.S. Charts und den Top Ten in den meisten europäischen Ländern aufstieg. Sweet Soul Music wurde über eine Million Mal verkauft und mit einer Goldenen Schallplatte ausgezeichnet (Music recording sales certification).
Nach weiteren Singleveröffentlichungen in den frühen 1970er Jahren ging Conley 1975 nach England und ließ sich dann im Frühjahr 1977 in Amsterdam nieder. Zu Beginn der 1980er Jahre hatte er erfolgreiche Auftritte als Lee Roberts and the Sweaters im Ganzenhoef, Paradiso, De Melkweg und dem Concertgebouw. Am Ende der 1980er Jahre übersiedelte er nach Ruurlo, wo er seinen Namen offiziell in Lee Roberts (eine Zusammensetzung aus seinem zweiten Vornamen und dem Geburtsnamen seiner Mutter) änderte.
Hier betrieb er das Musikgeschäft mit seiner Firma Art-Con Productions Company weiter. Eine der bei ihm unter Vertrag stehenden Musikgruppen war die Heavy-Metal-Band Shockwave aus Den Haag.
Ein Live-Konzert von Lee Roberts & the Sweaters am 8. Januar 1980 wurde als Album Soulin 1988 veröffentlicht.
Conley starb mit 57 Jahren im November 2003 in Ruurlo an Darmkrebs. Er liegt auf dem Friedhof von Vorden begraben.

## Diskografie

### Alben
| Jahr | Titel                | Höchstplatzierung, Gesamtwochen, AuszeichnungChartplatzierungen (Jahr, Titel, Platzierungen, Wochen, Auszeichnungen, Anmerkungen) | Höchstplatzierung, Gesamtwochen, AuszeichnungChartplatzierungen (Jahr, Titel, Platzierungen, Wochen, Auszeichnungen, Anmerkungen) | Anmerkungen                              |
| Jahr | Titel                | US | R&B | Anmerkungen                              |
| ---- | -------------------- | --- | --- | ---------------------------------------- |
| 1967 | Sweet Soul Music     | US93 (13 Wo.)US | R&B10 (7 Wo.)R&B | Erstveröffentlichung: 15. September 1967 |
| 1967 | Shake, Rattle & Roll | US193 (2 Wo.)US | — |                                          |
| 1968 | Soul Directions      | US185 (2 Wo.)US | — |                                          |

Weitere Alben
- 1969: More Sweet Soul
- 1969: Ob-La-Di Ob-La-Da
- 1973: Star-Collection
- 2007: Recorded Live In Amsterdam – A Tribute To His Soul Brothers

### Singles
| Jahr | Titel Album                                 | Höchstplatzierung, Gesamtwochen/‑monate, AuszeichnungChartplatzierungen (Jahr, Titel, Album, Platzierungen, Wochen/Monate, Auszeichnungen, Anmerkungen) | Höchstplatzierung, Gesamtwochen/‑monate, AuszeichnungChartplatzierungen (Jahr, Titel, Album, Platzierungen, Wochen/Monate, Auszeichnungen, Anmerkungen) | Höchstplatzierung, Gesamtwochen/‑monate, AuszeichnungChartplatzierungen (Jahr, Titel, Album, Platzierungen, Wochen/Monate, Auszeichnungen, Anmerkungen) | Höchstplatzierung, Gesamtwochen/‑monate, AuszeichnungChartplatzierungen (Jahr, Titel, Album, Platzierungen, Wochen/Monate, Auszeichnungen, Anmerkungen) | Anmerkungen                                                 |
| Jahr | Titel Album                                 | DE | UK | US | R&B | Anmerkungen                                                 |
| ---- | ------------------------------------------- | --- | --- | --- | --- | ----------------------------------------------------------- |
| 1967 | Sweet Soul Music                            | DE29 (1½ Mt.)DE | UK7 Silber · (14 Wo.)UK | US2 Gold · (15 Wo.)US | R&B2 (15 Wo.)R&B | Erstveröffentlichung: 1. Februar 1967 Verkäufe: + 1.200.000 |
| 1967 | Shake, Rattle & Roll                        | — | — | US31 (7 Wo.)US | R&B20 (6 Wo.)R&B |                                                             |
| 1967 | Whole Lotta Woman –                         | — | — | US73 (3 Wo.)US | — |                                                             |
| 1968 | Funky Street Soul Directions                | DE24 (½ Mt.)DE | UK46 (1 Wo.)UK | US14 (12 Wo.)US | R&B5 (12 Wo.)R&B |                                                             |
| 1968 | People Sure Act Funny Soul Directions       | — | — | US58 (5 Wo.)US | R&B17 (6 Wo.)R&B |                                                             |
| 1968 | Aunt Dora’s Love Soul Shack More Sweet Soul | — | — | US85 (4 Wo.)US | R&B41 (4 Wo.)R&B |                                                             |
| 1968 | Ob-La-Di, Ob-La-Da More Sweet Soul          | — | — | US51 (6 Wo.)US | R&B41 (2 Wo.)R&B | Original: The Beatles                                       |
| 1970 | God Bless –                                 | — | — | — | R&B33 (5 Wo.)R&B |                                                             |

Weitere Singles
- 1965: Where He Leads Me
- 1966: Who’s Fooling Who
- 1966: I Can’t Stop (No, No, No)
- 1966: I’m Gonna Forget About You
- 1967: Ha! Ha! Ha! Ha!
- 1968: Mister B. (Funky Street)
- 1968: Soul Shack
- 1968: Is That You Love
- 1969: Speak Her Name
- 1969: Star Review
- 1969: They Call The Wind Maria
- 1970: Da-O
- 1970: All Day Singing
- 1971: I’m Living Good
- 1972: Walking On Eggs
- 1972: More Sweet Soul Music
- 1973: Take a Step In My Direction
- 1974: It’s So Nice (When It’s Somebody Else’s Wife)
- 1976: I Got You Babe
- 1988: One More Sweet Soul Music